# Mélanoïdine
Les mélanoïdines (terme créé en 1897 par Schmiedeberg) sont des polymères hétérogènes bruns de haut poids moléculaire qui se forment lorsque les sucres et les acides aminés se combinent (par la réaction de Maillard) à des températures élevées et à une faible activité de l'eau. Les mélanoïdines sont couramment présents dans les aliments qui ont subi une forme quelconque de brunissement non enzymatique, tels que les malts d'orge (Vienne et Munich), la croûte de pain, les produits de boulangerie et le café. Ils sont également présents dans les eaux usées des raffineries de sucre, ce qui nécessite un traitement afin d'éviter la contamination autour de la sortie de ces raffineries.